# Chapelle Sainte-Brigitte de Perguet
La chapelle Sainte-Brigitte de Perguet est un édifice situé à Bénodet, en France.

## Localisation
La chapelle est située sur le territoire de la commune de Bénodet, rue de Kernitron, dans le département du Finistère, en région Bretagne.

## Description
La chapelle conserve, côté nord, son aspect roman (fin du XIIe siècle) avec la nef, tandis qu'au sud l'adjonction au XVIe siècle d'un transept, d'un ossuaire et d'un porche a modifié cet aspect. Le campanile porte la date de 1395 avec comme inscription le prieur de Daoulas écrit <Jan Christien> et du curé de l'époque  écrit <curé Caradec> .

## Historique
La chapelle est classée (la chapelle et mur de clôture avec ses entrées) au titre des monuments historiques par arrêté du .

## Galerie

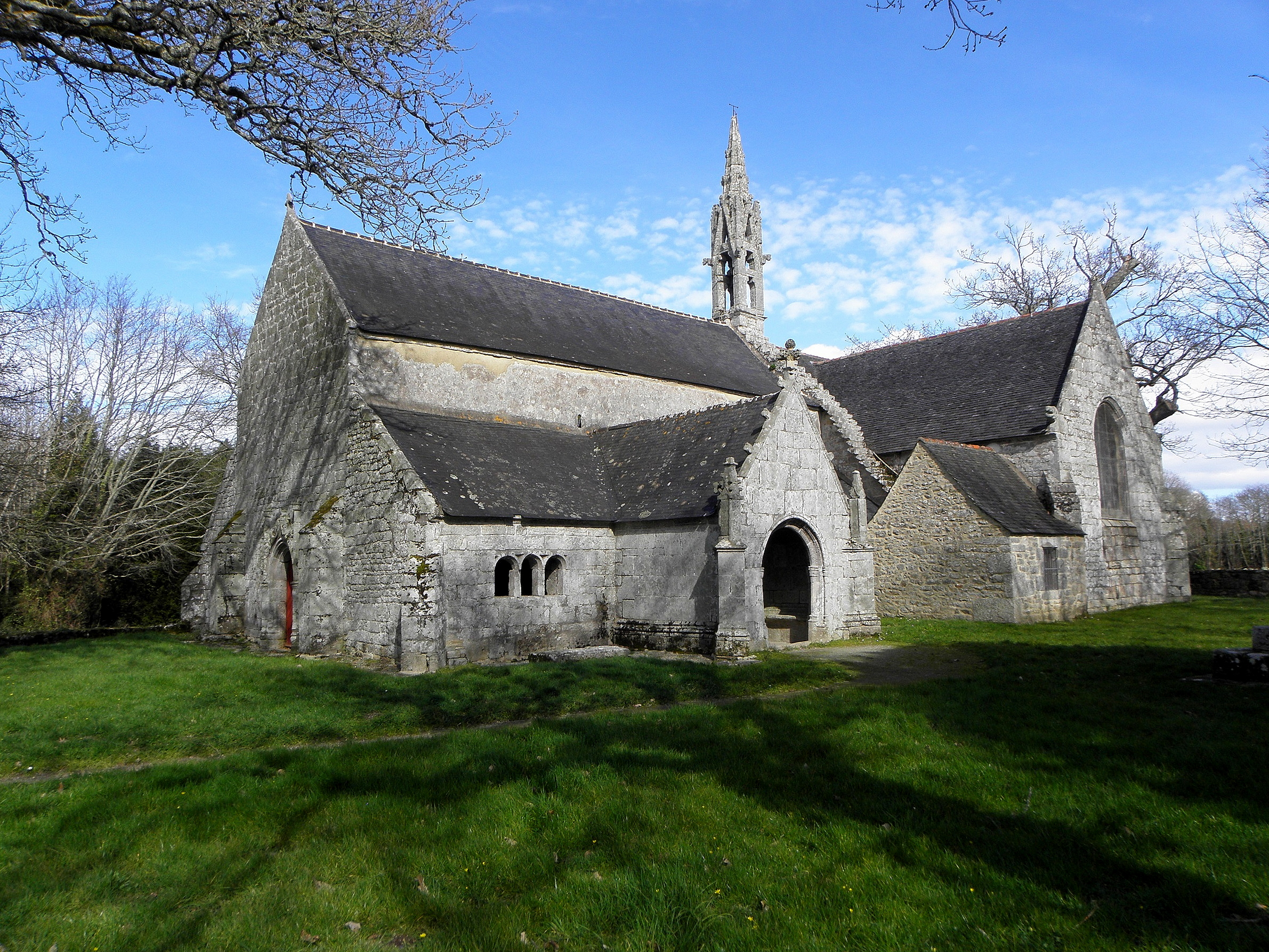
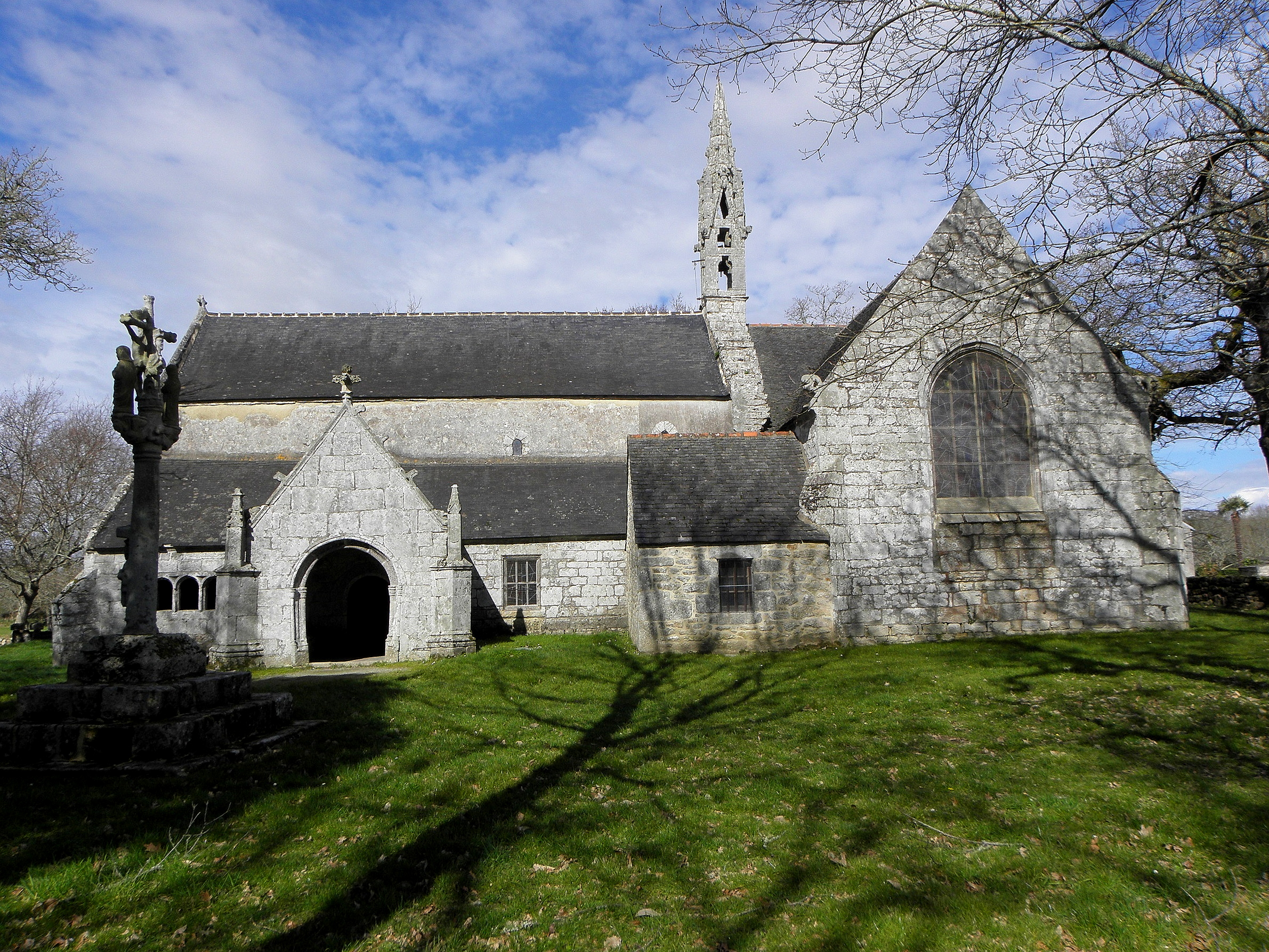
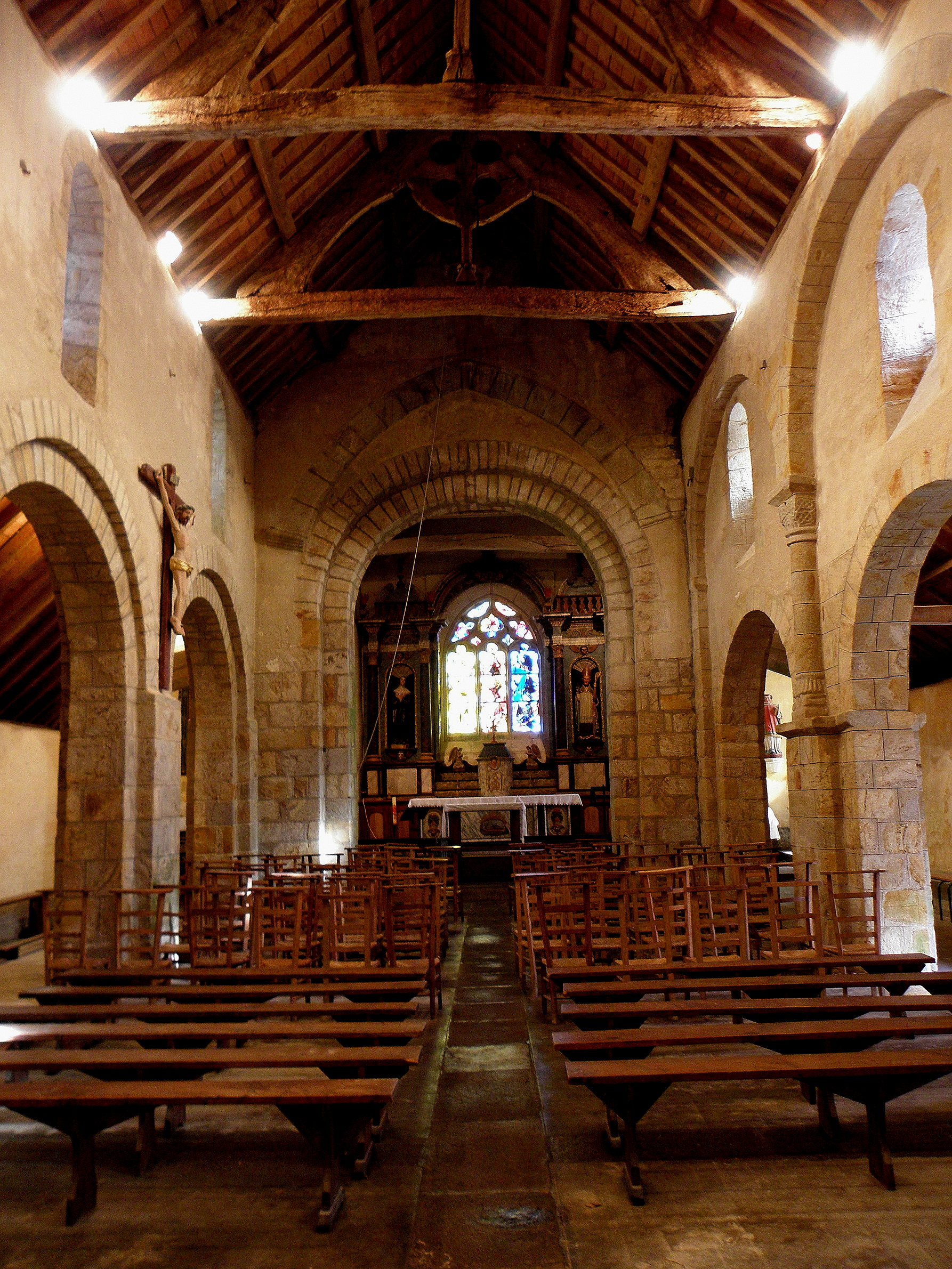
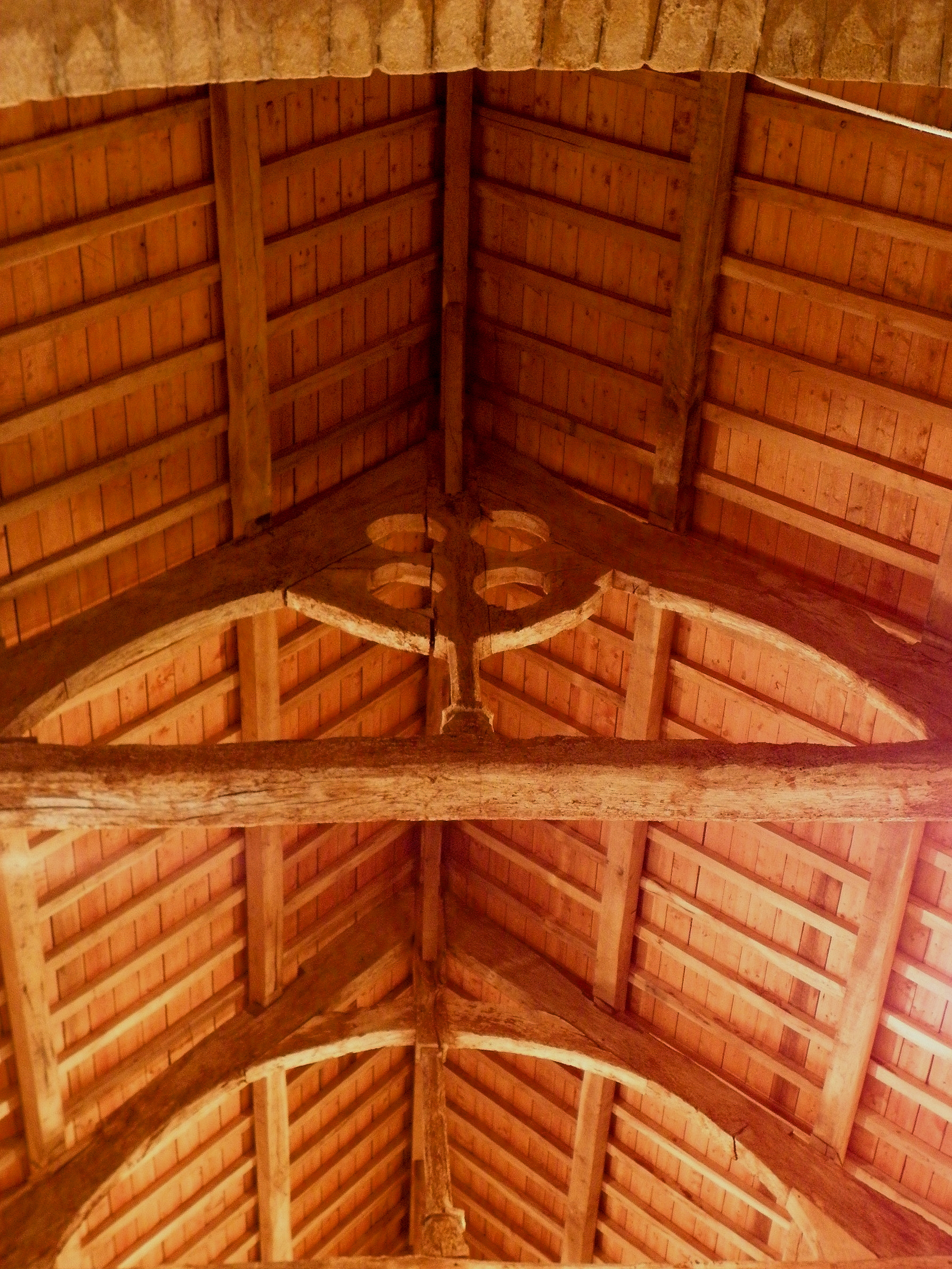
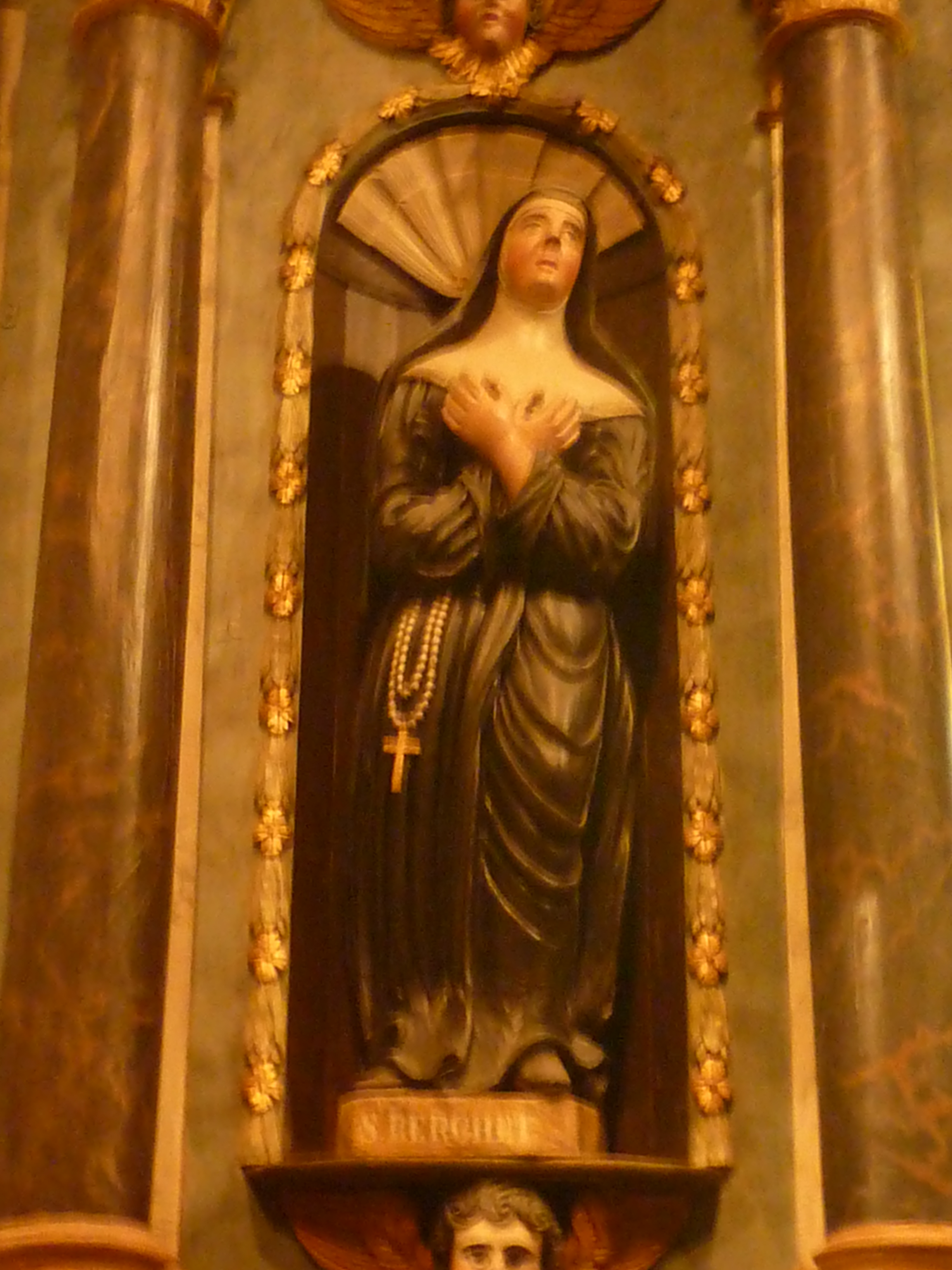
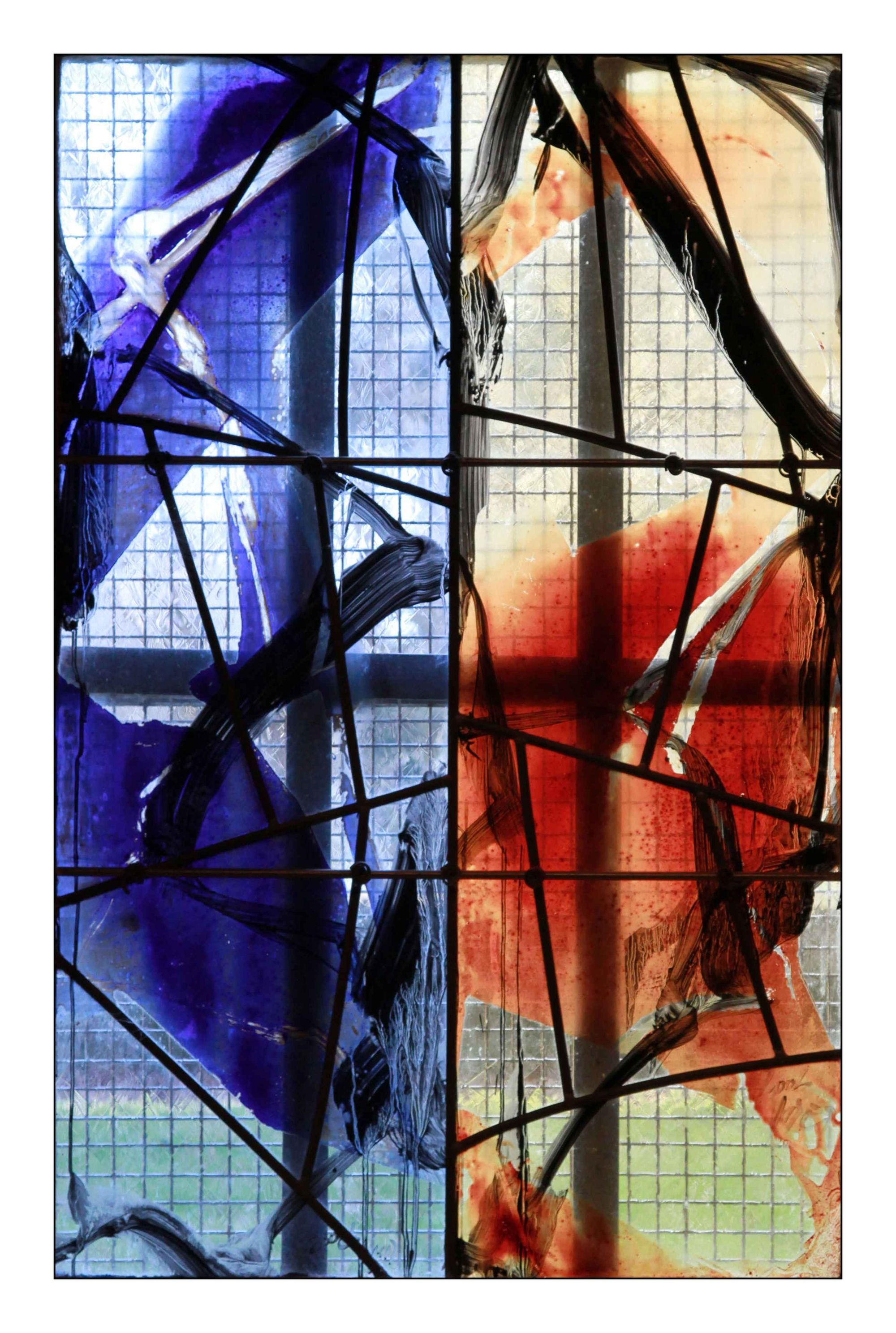